# Tombua
Tombua (nombre oficial: Tômbwa) es una localidad del Municipio de Tombua, en la Provincia de Namibe, República de Angola.
En la época colonial se llamaba Porto Alexandre. Su actual nombre proviene del nombre que le dan los locales a la planta Welwitschia mirabilis, endémica del desierto del Namib, donde está ubicada la ciudad.
Es la localidad principal de su municipio. Está situada a 93 km al sur de la ciudad de Namibe. Principalmente, su economía está basada en la actividad pesquera y sus derivados.
El jefe de gobierno local se denomina Administrador Municipal. João Guerra de Freita cumplió esta función entre 2000 y 2014, cuando fue sucedido por José Chindongo António.
La ciudad cuenta con una escuela secundaria llamada Fidel Castro, que tiene 1.500 alumnos.
La calidad de vida de Tombua es muy baja. Algunas ONG realizan tareas de ayuda a niños de familias sin recursos económicos.